# Brunnen Am Anger

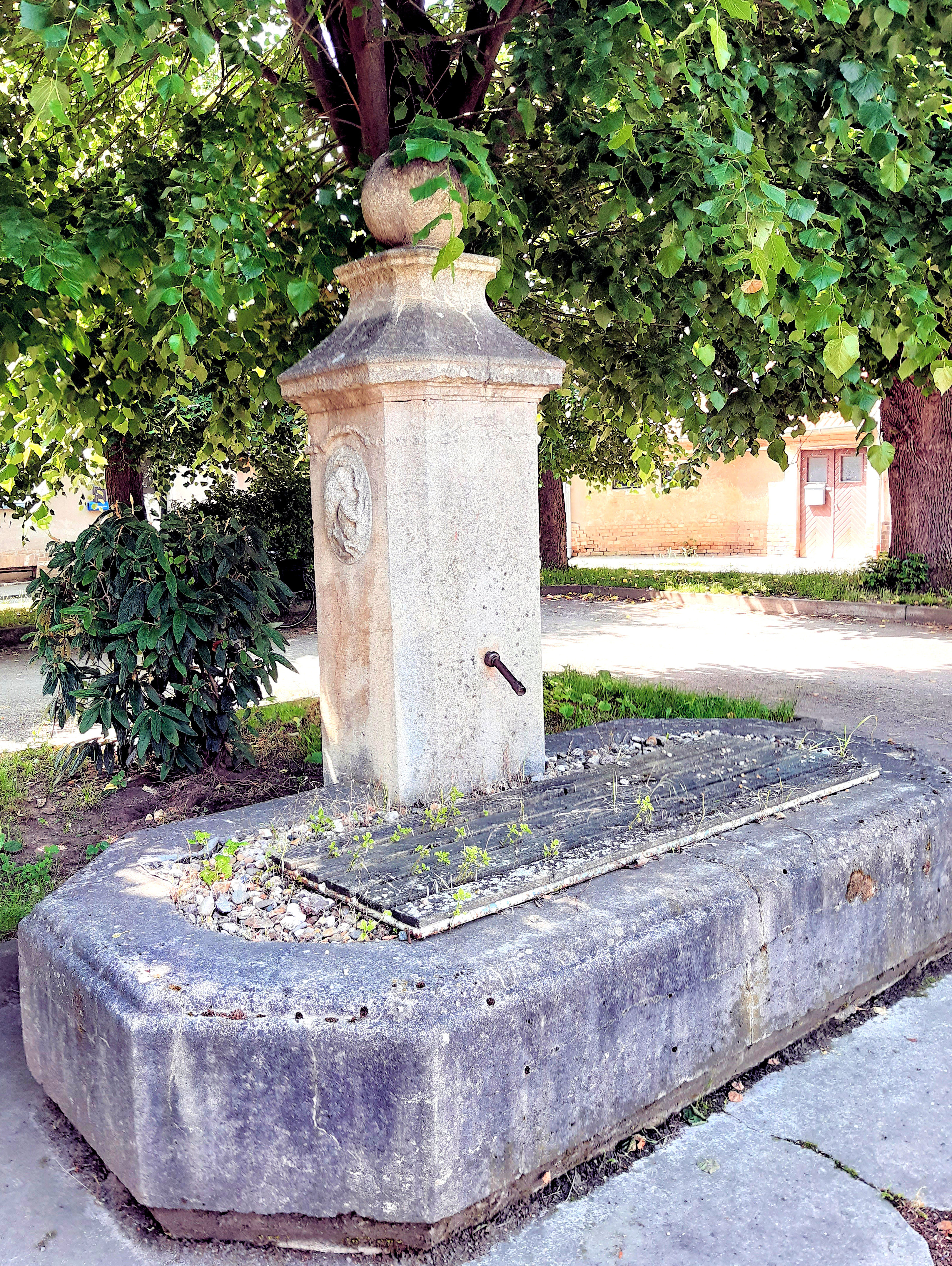
Brunnen Am Anger

Der Brunnen Am Anger ist ein denkmalgeschützter Brunnen in der Gemeinde Teutschenthal in Sachsen-Anhalt. Im örtlichen Denkmalverzeichnis ist der Brunnen unter der Erfassungsnummer 094 55637 als Baudenkmal verzeichnet.
Der Brunnen, der sich Am Anger befindet, entstand im ersten Drittel des 20. Jahrhunderts. Seine Entstehungsgeschichte ist bisher noch nicht vollständig aufgeklärt. Es gilt als relativ wahrscheinlich, dass er durch die Industriellenfamilie Wentzel gestiftet wurde. Die Familie war für ihre Bemühungen die Dörfer in der Umgebung zu verschönern bekannt. Dafür spricht auch das in Langenbogen eine ähnliche Platzanlage vorhanden ist, nur mit einem Kriegerdenkmal statt des Brunnens, die nachweislich von der Familie Wentzel gestiftet wurde.